# Sailing to Philadelphia
Sailing to Philadelphia is het tweede album van Mark Knopfler, zanger en gitarist van de Britse groep Dire Straits. Het album is al drie maal platina en werd in Nederland ruim 250.000 keer verkocht. Op het album staan duetten met onder andere James Taylor en Van Morrison. Critici beschouwen Sailing to Philadelphia als het beste werk dat Knopfler solo gepubliceerd heeft. In 2001 had Knopfler met de Sailing to Philadelphia Tour een tournee met 80 concerten. 

## Inhoud
1. What It Is (4:54)
2. Sailing to Philadelphia (5:28) (met James Taylor)
3. Who's Your Baby Now (3:03)
4. Baloney Again (5:06)
5. The Last Laugh (3:20) (met Van Morrison)
6. Do America* (4:11)
7. Silvertown Blues (5:31)
8. El Macho (5:25)
9. Prairie Wedding (4:24)
10. Wanderlust (3:48)
11. Speedway at Nazareth (6:22)
12. Junkie Doll (4:31)
13. Sands of Nevada (3:50)
14. One More Matinee (4:02)

* Do America vervangt One More Matinee in de VS en UK.